# Васильчук Олександр Степанович
Олександр Степанович Васильчук (відомий як «мокрецький доктор»; 1922, Гайворонський район, Кіровоградська область — 24 січня 2006, с. Мокрець, Турійський район, Волинська область) — народний лікар.

## З життєпису

«Мокрецький доктор» Васильчук Олександр

Перед війною встиг закінчити Первомайську фельдшерсько-акушерську школу. В липні 1942 року вивезений на примусові роботи до Австрії, здійснив невдалу спробу втечі, потрапив до в'язниці, звідти — до концентраційного табору. Після звільнення — у лавах Червоної армії.
У селі Мокрець, що в Турійському районі працював з серпня 1948 до 2006 року.
Не мав вищої освіти, завідував сільським фельдшерсько-акушерським пунктом.
Особливо успішно лікував, поєднуючи народну й офіційну медицини, захворювання шкіри, був чудовим діагностом.
Жив понад 80 років, похований на Житомирщині, звідки була родом і там же похована його дружина.
Тричі обирався депутатом Турійської районної, був «постійним депутатом» сільської ради Мокреця.
Нагороджений орденами: Вітчизняної війни, «Знак пошани», «За мужність», медалями, відзнакою «За особливі заслуги перед Україною».
На його честь названа головна вулиця села Мокрець на Волині, котра тривалий час мала ім'я Леніна, потім була Центральною. Селяни встановили йому подячний пам'ятник навпроти скромного будинку, в якому мешкав Васильчук. Кошти на нього збирали всім Турійським районом.
2013 рік на Турійщині за рішенням районної ради став Роком пам'яті Олександра Васильчука.
Рецептами Олександра Васильчука користуються місцеві медики, які працювали поруч з ним не одне десятиліття.